# Anabasina
Anabasina é um alcaloide do grupo das piridinas presente em diversas plantas da família das Solanaceae com destaque para a espécie Nicotiana glauca, aparentada com as espécies utilizadas nas produção de tabaco. Está presente em quantidades vestigiais no fumo do tabaco, podendo ser utilizada como traçador para determinar a exposição de uma pessoa ao fumo de tabaco. Apresenta fortes semelhanças químicas com as nicotina, tendo sido usada na produção de um insecticida.

## Farmacologia
A anabasina actua como agonista dos receptores acetilcolino-nicotínicos e em doses elevadas produz o bloqueio por despolarização da transmissão dos impulsos nervosos, a qual pode causar sintomas semelhantes aos do envenenamento por nicotina e, eventualmente, a morte por assistolia. em grandes quantidades é teratogénico em suínos.
A LD50 por injecção intravenosa de anabasina varia de 11 mg/kg a 16 mg/kg em ratos, dependendo do enantiómero.